# Gustav Bohnsack
Gustav Bohnsack (* 9. Mai 1843 in Seesen; † 1925 in Braunschweig) war ein deutscher Architekt, herzoglich braunschweigischer Baubeamter und Hochschullehrer.

## Leben
Gustav Bohnsack wurde 1843 in Seesen geboren. Er studierte ab 1860 am Braunschweiger Collegium Carolinum, wurde 1869 zum Baukondukteur und 1870 Baumeister ernannt. Er nahm 1870/1871 am Deutsch-Französischen Krieg teil. Bohnsack wurde 1873 zum Regierungsbaumeister (Titel eines Assessors in der öffentlichen Bauverwaltung) und 1883 zum Herzoglichen Baumeister ernannt. Er wirkte daneben ab 1894 als Dozent und ab 1903 als Professor für Baugeschichte und mittelalterliche Baukunst an der Technischen Hochschule Braunschweig. Er wurde 1906 zum Baurat ernannt und hielt nachfolgend auch Vorlesungen über landwirtschaftliche Baukunst und Ingenieurhochbauten. Im Jahr 1914 wurde er emeritiert.
Bohnsack gehörte zu den engen Braunschweiger Freunden des Dichters Wilhelm Raabe, mit dem er in den geselligen Vereinigungen der Kleiderseller und des Feuchten Pinsels zusammentraf und „mit dem er in freundlichem Neckton verkehrte“. Bohnsack schuf 1890 eine Porträtzeichnung Raabes.
Gustav Bohnsack trug später den Titel eines Geheimen Hofrats und war Träger des Ordens Heinrichs des Löwen. Er wohnte zuletzt im Haus Husarenstraße 1 in Braunschweig, wo er 1925 im Alter von 81 Jahren starb. Sein Sohn war der Architekt Wilhelm Bohnsack.

## Werk

### Bauten (Auswahl)
- 1879–1880: Herzogliche Polizeidirektion in Braunschweig, Münzstraße
- 1880: Töchterschule (heute Wichernschule) in Helmstedt
- 1881–1886: Neubau der Herzog August Bibliothek in Wolfenbüttel (Neobarock)
- 1888: Herrenhaus Heinemeyer bei Rohrsheim (Bezirk Magdeburg)

### Schriften (Auswahl)
- Die Via Appia von Rom bis Albano. Wolfenbüttel 1886.
- Braunschweig. Ein deutsches Städtebild. Westermann, Braunschweig 1906. (Digitalisat)
- Braunschweig. (mit Aquarellen von Emil Limmer) In: Illustrirte Zeitung 128. Jahrgang, Nr. 3330 vom 25. April 1907. (Digitalisat)